# Mutagenese
Mutagenese is een wetenschappelijk proces waarbij genen van een organisme zo veranderd (mutatie) worden - natuurlijk of kunstmatig - dat er weer een (veranderd) stabiel organisme ontstaat. Dit is zowel mogelijk in delen van bewuste organismes (bijvoorbeeld in het chromosoom) als in vitro. Het proces wordt onder meer bewust gecreëerd bij onderzoeken naar de functies van proteïnen.
De wetenschap van de mutagenese werd vooral ontwikkeld door de Duitse Charlotte Auerbach in de eerste helft van de 20e eeuw.
Een typische vorm van mutagenese is insertiemutagenese.